# Евстах фон Алтхан
Евстах (Евстахиус) фон Алтхан (на немски: Eustach/Eustachius von Althann; * ок. 1543; † 20 декември 1602) е от 1574 г. фрайхер от австрийския благороднически род фон Алтхан.

## Живот
Той е син на рицар фрайхер Волфганг фон Алтхан († 1535/сл. 1541) и съпругата му Анна фон Пьотинг, наследничка на Мурщетен. Внук е на Йохан Вилхелм фон Алтхан и Магдалена фон Нот и на Волфганг Вилхелм (Филип) фон Алтхан († 1389) и Елизабет фон Лауенберг. Потомък е на Вернер фон Тан († 1100) и Гутта фон Байенбург.
Баща му е епископски хауптман на епископството Фрайзинг и служи при крал Фердинанд I.
Евстах и братята му Кристоф фон Алтхан († 1589) и Волфганг Вилхелм фон Алтхан († 1592) са издигнати от император Максимилиан II на 24 март 1574 г. на фрайхер в Голдег и Мурщетен и са приети в „Херенхауз“ на Долна Австрия.
Внуците му Йохан Евстахиус фон Алтхан (* ок. 1602; † 1652) и Евстахиус Рудолф фон Алтхан (* ок. 1604; † 1642) стават графове на Алтхан. Те са синове на син му Баптист фон Алтхан. Клонове на фамилията съществуват до днес.

## Фамилия
Евстах фон Алтхан се жени на 22 юни 1562 г. за Елизабет фон Ененкел († 3 февруари 1578). Те имат децата:
- Виктор (1565 – 1595
- Волфганг Ахац (1566/67 – 1599)
- Йохан Баптист Юлиус фон Алтхан (1568 – 1629), фрайхер, женен на 3 май 1597 г. за Анна Йохана фон Траутмансдорф (1579 – 1610), дъщеря на Волфганг Дитрих фон Траутмансдорф († 2 юли 1594); имат два сина, графове
- Георг († 1600), женен 1599 г. за Енгелбург фон Елтцинг (1577 – 1627)

Евстах фон Алтхан се жени втори път 1580 г. за фрайин Мария фон Полхайм (1560 -1620). Те имат дъщеря:
- Анна Юдит